# 동뚝역
동뚝역(東―驛), 옛 명칭 동뚝섬역 또는 동독도역(東纛島驛)은 지금의 서울특별시 성동구 성수동2가에 있던 경성궤도의 역이다. 현재의 영동대교 북단 성수대교 방향 강변북로 진입로 인근에 위치하였다. 1963년 1월 31일 촬영된 유원지역의 역명판 사진에 동뚝역이 올 자리에 서뚝역이 적힌 것으로 보아, 그 이전에 폐지된 것으로 추정된다.

## 연혁
- 1930년 11월 1일: 왕십리-동독도 간 4.0 km 개통과 함께 영업 개시[3]
- 해방 이후: 동뚝섬역에서 동뚝역으로 개칭
- 1951~1953년: 동뚝-유원지 간 휴업에 따라 임시 종착역이 됨
- 1956~1962년 사이: 폐지